# Белла, Михаэль
Михаэ́ль Бе́лла (нем. Michael Bella; родился 29 сентября 1945 года) — немецкий футболист, играл на позиции защитника.

## Карьера
В детских и юношеских командах играл на позиции голкипера, но поскольку ему не хватало роста, его перевели в поле и он стал прекрасным защитником.
В Бундеслиге дебютировал 20 марта 1965 года в матче против «Герты». Последний матч сыграл в 34 туре чемпионата 1977/1978 против «Шальке». За 14 лет, проведённых в «Дуйсбурге», сыграл 405 матей. По этому показателю является рекордсменом клуба. Участвовал в составе «Дуйсбурга» в финалах Кубка Германии 1966 («Дуйсбург» проиграл «Баварии» 2:4) и 1975 годов, но оба финала были проиграны.
За период с 1968 по 1971 год сыграл 4 матча за сборную, в 1972 году ездил на Чемпионат Европы в Бельгию, но на поле там не выходил.